# Тогуз-Тороуский район
Тогуз-Тороуский район (кирг. Тогуз-Торо району) — район Джалал-Абадской области Кыргызстана.
Административного центр — село Казарман

## География
Район расположен на крайнем востоке области на границе с Нарынской областью.
Основная водная артерия — река Нарын.

## Население
По данным переписи населения Кыргызстана 2009 года киргизы составляют 22 086 человек из 22 136 жителей района (или 99,8 %).

## История
Район был образован в 1935 году. В 1939 году отнесён к Тянь-Шаньской области. В 1962 году передан в республиканское подчинение. В 1962 году район был упразднён, а его территория присоединена к Ак-Талинскому району. В 1966 район был восстановлен. В 1970 включён в состав Нарынской области. В 1988 году передан в состав Ошской области, а в 1990 — в состав Джалал-Абадской.

## Административное деление
В состав района входят 5 аильных (сельских) округов, 14 аилов (сёл):
1. Атайский аильный округ — с. Атай (центр), Им. Карла Маркса;
2. Кок-Иримский аильный округ — с. Арал (центр), Бирдик;
3. Каргалыкский аильный округ — с. Казарман (центр), Кызыл-Джылдыз, Макмал, Чет-Булак;
4. Сары-Булунский[4] аильный округ — с. Кара-Суу (центр), Табылгыты;
5. Тогуз-Тороуский аильный округ — с. Дедемель (центр), Кош-Булак, Им. Ленина, Орнек;